# Round (Stati Uniti d'America)
Round è una piccola isola disabitata del gruppo delle Krenitzin nell'arcipelago delle Aleutine orientali e appartiene all'Alaska (Stati Uniti d'America). È sita 1 km a sud dell'isola di Ugamak.